# Таунсенд, Девин
Де́вин Гарретт Та́унсенд (англ. Devin Garrett Townsend, род. 5 мая 1972, Нью-Уэстминстер) — канадский музыкант, вокалист, гитарист и продюсер. Характерным для его композиций жанром является прогрессивный метал, хотя музыкант не ограничивает себя рамками какого-то одного направления в музыке. Его произведения подвержены влиянию многих жанров, среди которых эмбиент, хард-рок, индастриал, кантри, экстремальный метал, дарк кабаре, дрим-поп, нью-эйдж, джаз и другие. Девин является основателем групп Strapping Young Lad, Devin Townsend Project и The Devin Townsend Band, Devin Townsend и Casualties Of Cool.

## Биография

### Детство
Девин родился в «музыкальной» семье и уже в возрасте пяти лет впервые начал играть на банджо, получая уроки игры на музыкальном инструменте от своего отца. Когда ему было 12, Девин получил свою первую электрическую гитару. Будучи подростком, он играл в школьной группе и пел в хоре, равно как и участвовал в других группах вне учебного заведения. Юному музыканту удавалось выделяться в толпе учащихся не только внешним видом (Девин не принимал школьную форму), но и своими деяниями. Он любил весело проводить время, но при этом занимался и общественной деятельностью: так в выпускном классе Девин был избран президентом студенческого совета. По окончании школы он поступил в Университет Виктории, но проучился там всего полгода. Покинув учебное заведение по собственному желанию, Девин продолжал следовать своим музыкальным интересам.

### Первые проекты
Его первым серьёзным проектом ещё во время его обучения в школе была группа Grey Skies, где он впервые смог «по-настоящему» реализовать себя в качестве автора. Группа была хорошо принята, но большую аудиторию собрать не смогла. Позднее Девин начинает играть вместе с популярной в то время группой из Ванкувера — Caustic Thought, заменив тогдашнего гитариста группы — Джеда Саймона, который впоследствии вместе с басистом Байроном Страудом стал членом созданной Таунсендом Strapping Young Lad. Девин участвует в турне группы по западному побережью Америки от Ванкувера до Лос-Анджелеса, после чего покидает группу и начинает писать материал Noisescapes. Записав демо-кассеты и разослав записи в различные звукозаписывающие компании, юный музыкант ожидает ответа, и вскоре получает его от лейбла Relativity Records, который предложил ему контракт и свёл со Стивом Вайем, искавшим в ту пору вокального исполнителя для своего нового альбома Sex and Religion. Так в 1993 году в возрасте 21 года Девин становится вокалистом широко известной группы и после записи альбома отправляется в мировое турне.
Во время тура по Европе Таунсенд подружился с группой, называвшейся Wildhearts. И когда через несколько месяцев им понадобился гитарист, они пригласили Девина, который тут же откликнулся, и в 1994 Таунсенд играл в качестве приглашённого музыканта в своём очередном европейском турне. Через их менеджера Девин знакомится с Джейсоном Ньюстедом (Metallica), с которым образует трэш-проект IR8. Восемь лет спустя, в 2002, материал был официально выпущен Джейсоном в IR8 vs. Sexoturica.

### Strapping Young Lad и сторонние проекты
Заинтересовавшись наработками Таунсенда, звукозаписывающая компания Century Media Records предлагает ему контракт на запись пяти альбомов, и в 1995 Девин в одиночку записывает «дебютный» альбом Heavy as a Really Heavy Thing, который выпускает под именем Strapping Young Lad. Позднее к проекту присоединяются знакомые ему музыканты Джед Саймон, Байрон Страуд и Джин Хоглан, образуя полноценную группу.
Параллельно Девин ведёт ещё несколько проектов. В 1996 он со своими друзьями выпускает альбом Cooked on Phonics для пародийного проекта Punky Brüster. Помимо этого ещё в 1995 был готов к выпуску альбом Biomech проекта Ocean Machine и должен был выйти в декабре того же года под лейблом HevyDevy, специально созданным Таунсендом для выпуска своих наработок. Но альбом долго откладывался и вышел в свет после переработки в середине 1997. Впоследствии при переиздании альбом был переименован в Ocean Machine: Biomech и издан под именем Девина.
В 1997 Strapping Young Lad выпускает свой второй альбом City, получившийся куда более агрессивным, мелодичным и глубоким, чем первый альбом, который отозвался большим резонансом в «металлической» общественности, но плохо расходился по продажам. Новый альбом получил одобрительные отзывы по всему миру и стал тринадцатым в рейтинге двадцатки лучших альбомов 1997 года журнала Metal Hammer.

### Strapping Young Lad / The Devin Townsend Band
В 1998 Strapping Young Lad выпускает свой первый живой альбом No Sleep 'till Bedtime, записанный в Мельбурне в октябре 1997. В это же время Девин вместе с барабанщиком Джином Хогланом анонсирует свой новый проект Infinity. Впрочем альбом выпускается под именем Девина, а Infinity становится его названием. На этом альбоме Таунсенд начинает экспериментировать со звуковыми слоями, накладывая одни и те же партии по нескольку раз, получая так называемую «стену звука».
Характерной особенностью в творчестве Девина является то, что для каждого своего очередного проекта и связанных с ними туров, он собирает новую команду. Это связывают в частности с тем, что его альбомы близки по тематике, но не похожи друг на друга по звучанию. Девин утверждал, что звучание каждого нового альбома отличается от предыдущих, потому что он писал их под влиянием своего жизненного опыта и чувств, которые он испытывал во время, непосредственно предшествующее написанию нового материала. Так Девин разделяет творчество Strapping Young Lad и альбомов Biomech и Infinity, связанных непосредственно с его именем. С выходом Infinity Strapping Young Lad начинает концертные туры как The Devin Townsend Band, выделяя Biomech и Infinity в отдельный сет.
В начале 2000 года в свет выходит ещё один проект Девина, озаглавленный Physicist. Изначально Таунсенд работал над проектом совместно с Джейсоном Ньюстедом, и утверждалось, что новый материал будет даже жёстче, чем творчество Strapping Young Lad. Однако Metallica, где тогда числился Джейсон, была недовольна его сторонним проектом и настояла на его выходе из проекта. В результате Девин записывал новый альбом вместе с музыкантами Strapping Young Lad. Однако выпущен проект был под именем Таунсенда, хотя по звучанию он оказался ближе к альбомам Strapping Young Lad, чем к его сольному творчеству. Критиками он был охарактеризован как «speed-metal pop songs».
В продолжение альбома Physicist в 2001 под именем Девина выходит Terria, более насыщенная тёплыми и инструментальными «успокаивающими» мотивами, чем разрушительными гитарным рифами. Этот материал Таунсенд записывал вместе с Джином Хогланом, Крейгом Мак-Фарландом и Джейми Мэйером.

### Две группы
В феврале 2003 Strapping Young Lad выпускает свой третий альбом, одноимённый с названием группы. А месяц спустя выходит альбом Accelerated Evolution, на обложке которого впервые красовалась надпись The Devin Townsend Band. Accelerated Evolution был очень хорошо принят публикой и критиками.
Начиная с 2003 года Девин меняет свой подход к выпуску альбомов. Отныне свои более мелодичные наработки Таунсенд будет выпускать от имени The Devin Townsend Band, считая что так группа станет стабильной, в противовес множеству коллективов, создаваемых ранее для каждого нового проекта. Более тяжёлый материал Девин предполагает выпускать под маркой Strapping Young Lad. Таким образом обе группы существовали отдельно, как бы дополняя друг друга. Однако некоторые свои проекты Девин, считая их не подходящими под формат обеих групп, продолжал выпускать непосредственно от своего имени. Так были выпущены эмбиентные Devlab (2004) и The Hummer (2006), а также шуточный альбом Ziltoid the Omniscient (2007).
Через год у Таунсенда было выявлено биполярное расстройство, и несколько дней он провёл в психиатрической клинике. Тема заболевания впоследствии была интегрирована Девином в четвёртый альбом Strapping Young Lad , вышедший в марте 2005 под названием Alien. Альбом явился большей частью результатом совместного творчества Девина и Джина.
В январе 2006 появляется второй альбом The Devin Townsend Band, озаглавленный Synchestra. Новый материал был необычайно позитивным и динамичным. Девин обратился к теме природы, музыка была лёгкой и не давила на сознание, как это часто бывает с «металическими» опусами.
4 октября 2006 на свет появляется сын Девина и его жены Трейси, наречённый именем Рейнер Лайам Джонстан Таунсенд (англ. Reyner Liam Johnstan Townsend). А уже в ноябре новоиспечённый папа анонсирует возвращение в студию и начало работы над записью нового пародийного альбома, который изначально шутливо упоминался как The Mighty Masturbator, но вышел под именем Ziltoid the Omniscient. Альбом был целиком записан Таунсендом.
В мае 2007 Девин заявляет о том, что на некоторое время прекращает участие в концертной и студийной деятельности Strapping Young Lad и The Devin Townsend Band. Он объяснил это тем, что его интерес к гастролям и продвижению своих альбомов «перегорел». Также он заявил, что намеревается продолжить свою карьеру в качестве продюсера.

### Дальнейшая деятельность
В 2007 Девин озвучивает анимированного персонажа мультфильма «Металлопокалипсис» телеканала «Эдалт Свим» (известный российский аналог «Эдалт Свим» — телеканал «2x2») Бинка Бонка Бламмиматаза (англ. Bink Bonk Blammymatazz) в эпизоде «Cleanzo».
В 2008 Таунсенд продюсирует третий альбом группы Zimmer's Hole.
В конце 2008 года Таунсенд собирает коллектив под названием Devin Townsend Project. Примерно за два года до этого Девин отказался от наркотиков, под влиянием которых записывал все свои предыдущие альбомы, завязал также с алкоголем и табаком. Избавление от зависимости привело к творческому кризису, который продолжался больше года - всё это время Девин выступал только продюсером других проектов, - а затем он, по собственному признанию, просто взял в руки гитару и стал писать песни. В новый состав помимо самого Девина вошли ударник Дурис Максвелл, басист Джин Савои, клавишник Дэйв Янг и вокалистка Ше Айми Дурваль. В мае 2009 года выходит альбом Ki, более лёгкий и атмосферный чем большая часть предыдущих творений. В основе звучания этого альбома лежит уже не метал, а скорее пост-рок и психоделический рок.
В конце 2009 года выходит новый альбом The Devin Townsend Project под названием Addicted!. От прежнего состава здесь остаются только сам Девин и Дэйв Янг. Новые музыканты: ударник Райан Ван Подерооен, басист Брайан Уоддел, гитарист Марк Чимино и вокалистка Аннеке Ван Гирсберген, ранее певшая в группе The Gathering. Этот альбом более тяжёлый и коммерческий, наиболее близкий по звучанию к ранним прогрессив-металлическим сольным альбомам Девина.
Летом 2011 года выходят два альбома "Deconstruction" и "Ghost", которые завершают тетралогию, начатую первыми двумя альбомами проекта. "Deconstruction" выходит яростным, масштабным, экспериментальным, со множественными отсылками к предыдущим альбомам (к примеру, песня "The Mighty Masturbator" целиком посвящена Зилтоиду Всеведающему), и с большим количеством приглашённых музыкантов, среди который оказались Микаэль Акерфельдт, Флор Янсен, Томми Гильз Роджерс, а также участники групп Meshuggah, November's Doom, Emperor и Between the Buried and Me. Ghost же вышел смесью психоделического рока и амбиента, вызывая настроение умиротворения, спокойствия и безмятежности. Вероятно, по замыслу Дэвина, альбом должен уравновешивать материал первых трёх дисков.
24 сентября 2012 года под именем The Devin Townsend Project выходит альбом "Epicloud". По словам самого Дэвина альбом получился "масштабным, тяжелым, романтичным и мелодичным. Милым, неземным и простым."
27 октября 2014 года выходит двойной альбом Z². Первая часть называется Sky Blue и представляет очень яркий и мажорный материал. Второй диск — смысловое продолжение Ziltoid the Omniscient — концептуальный альбом Dark Matters. Фактически альбомы разные по тематике и звучанию. Объединяет их большое количество участвующих музыкантов, среди которых в записи одной песни поучаствовал Крис Джерико.

## Дискография

### Devin Townsend, The Devin Townsend Band и Devin Townsend Project
| Название               | Дата выхода       | Лейбл          |
| ---------------------- | ----------------- | -------------- |
| Ocean Machine: Biomech | 21 июля, 1997     | Hevydevy       |
| Infinity               | 17 июня, 1998     | Hevydevy       |
| Physicist              | 26 июня, 2000     | Hevydevy       |
| Terria                 | 6 ноября, 2001    | Hevydevy       |
| Accelerated Evolution  | 31 марта, 2003    | Hevydevy       |
| Devlab                 | 4 декабря, 2004   | Hevydevy       |
| Synchestra             | 30 января, 2006   | Hevydevy       |
| The Hummer             | 15 ноября, 2006   | Hevydevy       |
| Ziltoid the Omniscient | 27 мая, 2007      | Hevydevy       |
| Ki                     | 22 мая, 2009      | Hevydevy       |
| Addicted               | 17 ноября, 2009   | Hevydevy       |
| Deconstruction         | 20 июня, 2011     | Hevydevy       |
| Ghost                  | 20 июня, 2011     | Hevydevy       |
| Epicloud               | 24 сентября, 2012 | Hevydevy       |
| Z²: Sky Blue'          | 27 октября, 2014  | InsideOut      |
| Z²: Dark Matters'      | 27 октября, 2014  | InsideOut      |
| Transcendence          | 9 сентября, 2016  | InsideOut      |
| Empath                 | 29 марта, 2019    | InsideOut      |
| The Puzzle             | 3 декабря, 2021   | Hevydevy       |
| Snuggles               | 3 декабря, 2021   | Hevydevy       |
| Lightwork              | 4 ноября, 2022    | Hevydevy       |
| PowerNerd              | 25 октября 2024   | InsideOutMusic |

### Strapping Young Lad
| Название                      | Дата выхода      | Лейбл         |
| ----------------------------- | ---------------- | ------------- |
| Heavy as a Really Heavy Thing | 4 апреля, 1995   | Century Media |
| City                          | 11 февраля, 1997 | Century Media |
| Strapping Young Lad           | 11 февраля, 2003 | Century Media |
| Alien                         | 22 марта, 2005   | Century Media |
| The New Black                 | 11 июля,2006     | Century Media |